# Invasión de Daguestán
La invasión de Daguestán, también conocida como la guerra de Daguestán, fue un conflicto etno-religioso que se inició cuando desde la república autónoma Chechenia partió la Brigada Internacional Islámica (IIB), una milicia islamista dirigida por dos de los señores de la guerra chechenos Shamil Basayev e Ibn al-Khattab, quienes decidieron la invasión a la vecina república rusa de Daguestán, el 7 de agosto de 1999; en apoyo a la imposición de la Shura, promovida por los rebeldes separatistas sufíes de Daguestán. La guerra terminó con una gran victoria de las tropas federales de Rusia y el retiro de la IIB. La invasión de Daguestán sirvió como casus belli para la Segunda Guerra de Chechenia.

## Contexto y antecedentes
Durante el período de entreguerras, de 1996 a 1999, una Chechenia devastada por la guerra se sumió en el caos y el colapso económico. El gobierno de Aslan Maskhadov no pudo reconstruir la región o prevenir la aparición de una serie de señores de la guerra desde la toma de control efectiva. La relación entre el gobierno y los radicales se deterioró. En marzo de 1999, Maskhadov cerró el parlamento de Chechenia e introdujo los aspectos de la Sharia. A pesar de esta concesión, los extremistas, como Shamil Basayev y el saudí islámico Ibn al-Khattab continuaron minando al gobierno de Maskhadov. En abril de 1998, el grupo declaró públicamente que su objetivo a largo plazo era la unión de Chechenia y Daguestán bajo un único dominio islámico y la expulsión de los rusos de toda la región del Cáucaso.

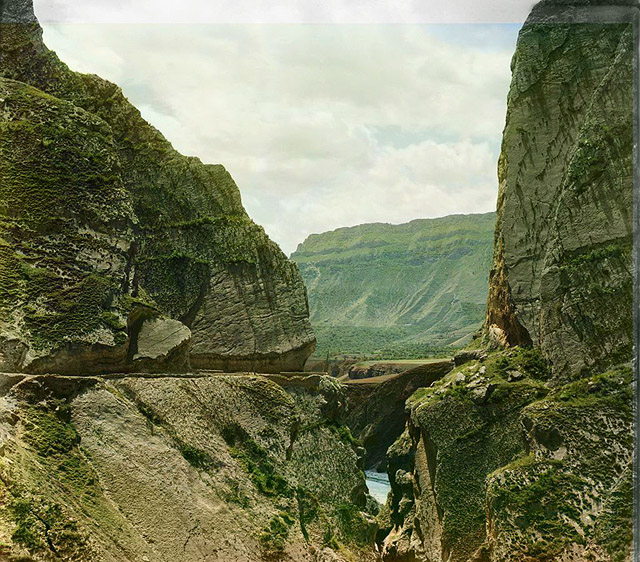
La complicada y montañosa geografía de Daguestán fue un obstáculo para las fuerzas rusas, como ya lo fue en Chechenia. En la imagen, un desfiladero en Daguestán. Imagen de Sergei Prokudin-Gorskii (1905-1915).

A finales de 1997, Bagauddin Magomedov, el líder étnico ávaro del ala radical de los wahabíes de Daguestán (salafismo), huyó con sus seguidores a Chechenia. Allí se establecieron estrechos vínculos con Al-Jattab y otros líderes de la comunidad wahabí de Chechenia. En enero de 1999, Al-Jattab comenzó la formación de una "legión islámica" con voluntarios musulmanes extranjeros. Al mismo tiempo, el propio Al-Jattab ordenó la "unidad de la paz del Majlis (Parlamento) de Ichkeria y Daguestán". Una serie de invasiones sobre Daguestán por parte de Chechenia durante el período de entreguerras culminaron en el ataque de 1997 sobre una guarnición militar federal del 136.º Regimiento de Fusileros motorizado cerca de la ciudad daguestaní de Buinaksk. Otros ataques tuvieron como objetivos a civiles y la policía de Daguestán sobre una base regular.
En abril de 1999, Magomedov, el "emir del Djamaat islámico de Daguestán", hizo un llamamiento a los "patriotas islámicos del Cáucaso" para "participar en la yihad" y participar en "liberar a Daguestán y al Cáucaso del yugo colonial ruso". De acuerdo a esta visión "prominente" de los wahabíes, los defensores de la idea de una Daguestán libre islámica fueron a alistarse en el "Ejército Islámico del Cáucaso" que él fundó, e informó a la sede del ejército (en el pueblo de Karamaji) para el servicio militar. El funcionario del gobierno separatista de Chechenia Turpal-Ali Atgeriyev afirmó que alertó al Jefe del Servicio Federal de Seguridad de la Federación de Rusia (FSB) Vladímir Putin, en el verano de 1999, de la inminente invasión de Daguestán.

## Desarrollo del conflicto
El 4 de agosto de 1999, varios funcionarios del Ministerio del Interior de Rusia (MVD) murieron en un choque fronterizo con un grupo de combatientes de Magomedov dirigido por Bagaudin Kebedov. El 7 de agosto Basayev y Jattab invadieron Daguestán con un grupo de aproximadamente 1.500 a 2.000 militantes armados, radicales islámicos de Chechenia y Daguestán, así como otros islamistas internacionales.
Jattab se describió a sí mismo como el "comandante militar de la operación", mientras que Basayev era el "comandante en jefe en el campo de batalla"; Se apoderaron de las aldeas de los distritos de Tsumadi (Echeda, Gakko, Kedi, Kvanada, Gadiri y Gigatl) y Botlikh (Godoberi, Miarso, Shodroda, Ansalta, Rakhata e Inkhelo). El 10 de agosto se anunció el nacimiento del "Estado islámico independiente de Daguestán", y declararon la guerra "al actual y traidor gobierno de Daguestán" y a todas las "unidades de ocupación de Rusia".

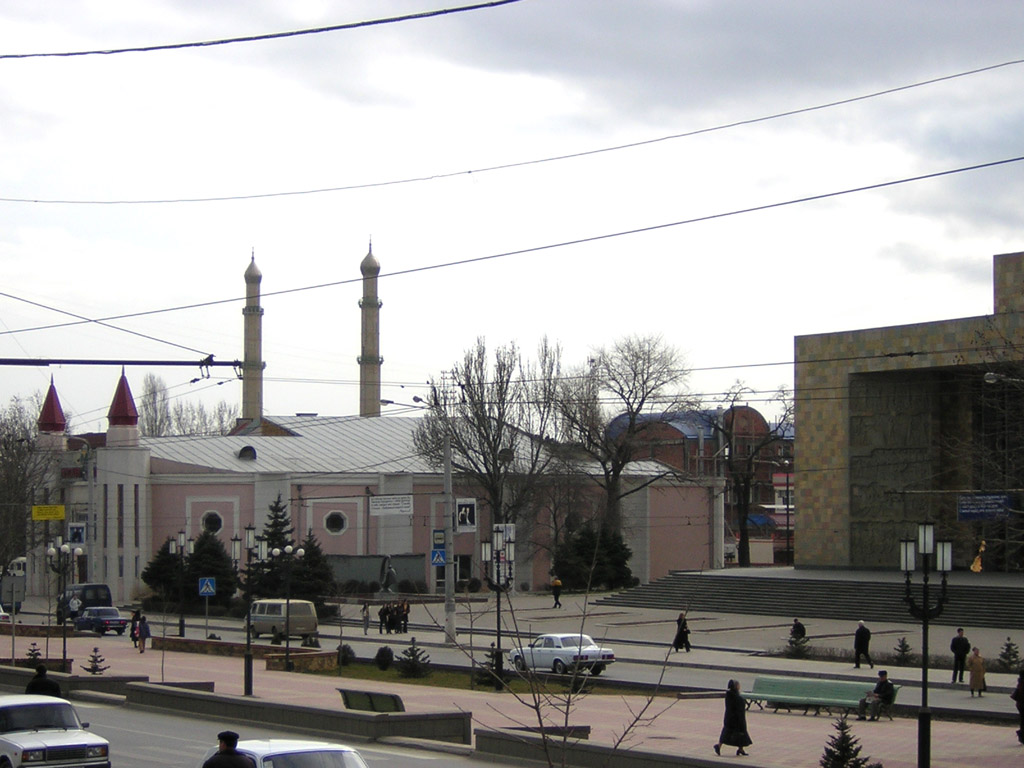
Centro de Majachkalá, capital de Daguestán.

La respuesta militar rusa para la invasión fue lenta y los esfuerzos se hicieron, inicialmente, a tientas y desorganizados. Debido a esto, toda la resistencia temprana, y gran parte de la resistencia más tarde también, se llevó a cabo por la policía de Daguestán, milicias ciudadanas organizadas espontáneamente, y los propios aldeanos daguestaníes. Basayev y Jattab no fueron recibidos como "libertadores" como habían esperado, sino considerados como invasores ocupantes a la fuerza y fanáticos religiosos no deseados. En lugar de un levantamiento antirruso masivo, las zonas fronterizas se movilizaron con voluntarios contra el ejército de Basayev y de Jattab.
Como la resistencia a los invasores se endureció, la artillería y los ataques aéreos de Rusia entraron en acción. Este conflicto supuso el primer uso de explosivos aire-combustible (FAES) contra zonas pobladas, en particular sobre el pueblo de Tando por las fuerzas rusas. Los rebeldes se estancaron por la ferocidad de los bombardeos: sus líneas de suministro se cortaron y se dispersaron con minas de detonación remota. Esto le dio tiempo a Moscú de armar un contraataque bajo el mando del coronel general Viktor Kazantsev, comandante del Distrito Militar del Cáucaso Norte. El 23 de agosto, Basaev y Jattab anunciaron que se retiraban del distrito Botlikh para "redistribuir" y comenzar una "nueva etapa" en sus operaciones. La guerra también supuso el primer uso del tanque T-90. En la zona de Kadar, un grupo de unos 12 T-90 se abrió paso entre la resistencia. Uno de los tanques fue alcanzado por cohetes RPG-7, y se mantuvo en acción.
En la noche del 4 de septiembre, cuando las fuerzas rusas estaban acabando con los últimos bastiones de resistencia en la región de Kadar, un coche bomba destruyó un edificio de viviendas militares en la ciudad daguestaní de Buynaksk, matando a 64 personas y dando inició la primera oleada de los bombardeos de los apartamento rusos. En la mañana del 5 de septiembre, los rebeldes chechenos lanzaron una segunda invasión en las tierras bajas de la región Novolakskoye (Daguestán), esta vez con una fuerza mayor. Los rebeldes estuvieron a sólo cinco kilómetros de Jasaviurt (Daguestán). La segunda invasión a la altura de las hostilidades en la zona Karamakhi el 5 de septiembre llegó como una desagradable sorpresa para Moscú y Majachkalá. Según Basayev, el propósito de la segunda invasión era distraer a las fuerzas rusas atacando Karamaji y Chabanmaji. Los intensos combates continuaron hasta el 12 de septiembre, cuando las fuerzas federales apoyadas por voluntarios locales, finalmente, obligaron a los islamistas a regresar a Chechenia, pese a que los enfrentamientos armados esporádicos continuaron durante algún tiempo.
A mediados de septiembre de 1999, las aldeas fueron recapturadas y los invasores chechenos fueron forzados a volver a Chechenia. Mientras tanto, la Fuerza Aérea de Rusia ya comenzó a bombardear objetivos dentro de Chechenia. Por lo menos varios cientos de personas murieron en los combates, incluyendo un número indeterminado de civiles. El lado ruso anunció que sufrieron 279 muertos y aproximadamente 987 heridos.

## Consecuencias
Rusia prosiguió con una campaña de bombardeos en el sureste de Chechenia; el 23 de septiembre, aviones de combate rusos bombardearon objetivos en y alrededor de la capital chechena, Grozni. Aslan Maskhadov, el presidente separatista de Chechenia (ChRI), se opuso a la invasión de Daguestán, y ofreció una ofensiva contra los señores de la guerra renegados. Esta oferta fue rechazada por el Kremlin. En octubre de 1999, después de una serie de cuatro atentados de apartamentos de los que Rusia culpó a los chechenos, las fuerzas terrestres rusas invadieron Chechenia, dando comienzo a la Segunda Guerra de Chechenia. Desde entonces, Daguestán ha sido un lugar de insurgencia de bajo nivel en curso y se convirtió en origen y parte de la nueva guerra de Chechenia. Este conflicto entre el gobierno y el ejército clandestino armado islamista en Daguestán (en particular el grupo Shariat Jamaat o Vilayat Dagestan) fue ayudado por los guerrilleros chechenos. Se cobró la vida de cientos de personas, la mayoría civiles.
La invasión de Daguestán provocó el desplazamiento de 32 000 civiles en esta región. Según el investigador Robert Bruce Ware, las invasiones de Basayev y Khattab fueron potencialmente genocidas, en las que atacaron pueblos de montaña y destruyeron poblaciones enteras de pequeños grupos etnolingüísticos. Por otra parte, Ware afirma que las invasiones se describen correctamente como ataques terroristas, ya que inicialmente participaron los ataques contra civiles y oficiales de policía de Daguestán.

### Teoría de conspiración contra el Gobierno ruso
Según el oligarca Boris Berezovsky, tuvo una conversación con el ideólogo islamista checheno y jefe de propaganda de Basayev Movladi Udugov seis meses antes del comienzo de la invasión rebelde de Daguestán. Supuestamente, Udugov propuso iniciar la guerra de Daguestán para provocar la respuesta de Rusia, derrocar al presidente checheno Maskhadov y establecer una nueva república islámica de Chechenia e Ingushetia amigable con Rusia.
Berezovsky afirmó que él rechazó la oferta, pero "Udugov y Basayev conspiraron con Stepashin y Putin para provocar una guerra para derrocar a Maskhadov..., pero el acuerdo con el ejército ruso era detenerse en el río Terek. Putin traicionó a los chechenos y comenzó una guerra sin cuartel". Una transcripción de la conversación se filtró a uno de los tabloides de Moscú el 10 de septiembre de 1999. Sin embargo, incluso si el ejército ruso se hubiese detenido en el río Terek, podrían haber aún tomado Chechenia, pues la mayor parte del río Terek discurre por Chechenia, y la parte que limita con Daguestán, donde el ejército ruso fue a parar presuntamente, no tenía el cruce de ningún río. Basaev afirmó que nunca vendería Chechenia a Putin, y negó tal acuerdo.
La invasión de Daguestán que llevó al comienzo del nuevo conflicto ruso-checheno fue considerado por la periodista rusa Anna Politkovskaya como una provocación iniciada desde Moscú para iniciar la guerra en Chechenia, porque las fuerzas rusas ofrecieron, en todo momento, un paso seguro para los combatientes islámicos para regresar a Chechenia. Sin embargo no había fuerzas rusas en la retaguardia de Chechenia para evitar dicho paso seguro. Se informó que Alexander Voloshin, de la administración Yeltsin, pagó dinero a Basayev para organizar esta operación militar. Basayev supuestamente trabajó para el Departamento Central de Inteligencia ruso (GRU). Sin embargo, Basayev negó cualquier implicación con el GRU, ni hubo evidencia real de la participación de Basaev como agente del GRU.

### Teoría de conspiración contra Berezovsky
Un miembro de la Facción de la Duma de Rusia del Partido Comunista de Rusia (KPRF), Viktor Ilyukhin, quien fue copresidente del comité de defensa, acusó al FSB (Servicio Federal de Seguridad) con "no dar a conocer oportunamente la información sobre la financiación de Berezovksy de Líderes Rebeldes de Chechenia". Ilyukhin cree que de haber sido oportunamente expuestas las finanzas de Berezovsky, el número de víctimas civiles y militares en Chechenia, en ambos lados, se habría disminuido en gran medida. Berezovsky tenía motivos de apoderarse de la región del Cáucaso, debido a sus reservas de petróleo y gas. Ilyukhin no mencionó cómo Berezovsky habría controlado el Gobierno Regional Caucásico si su "plan" hubiese funcionado. Una forma de las finanzas es que los chechenos podrían capturar civiles y exigir una indemnización económica; todavía Masjadov y Basaev a menudo se quejaban de que las partes de la compensación fueran desviados a misteriosos terceros.
Cuando el FSB publicó sus cargos contra Berezovsky, este respondió culpando al FSB de los atentados de los apartamentos, y afirmando que tenía un vídeo para mostrar al público ruso en la TV-6 en 2002, sin embargo este canal fue clausurado por el Gobierno ruso, y el vídeo aún no se ha visto o publicado.